# Шкала агрессии (фильм)
«Шкала агрессии» (англ. The Agression Scale) — американский кинофильм 2012 года.

## Синопсис
Глава криминальной группировки обнаруживает, что у него украли полмиллиона долларов и посылает четырёх наёмных убийц донести внушительное сообщение предполагаемым семьям похитителей. После жёсткой расправы с хозяевами в одном из домов гангстеры встречают подростка по имени Оуэн. У него имеются психические отклонения, он проявляет склонность к насилию и обладает навыками создавать смертельные ловушки.

## В ролях
- Дэна Эшбрук — Ллойд
- Рэй Уайз — Босс мафии
- Райан Хартвиг — Оуэн
- Фаббианн Терез — Лорен
- Джейкоб Рейнольдс — Фредди
- Лиза Ротонди — Мэгги
- Дерек Мирс — Чиззолм
- Бойд Кестнер — Билл